# Jeune fille qui tombe… tombe
Jeune fille qui tombe… tombe (Ragazza che precipita) est une nouvelle fantastique de Dino Buzzati, incluse dans le recueil Le K publié en 1966.

## Résumé
À travers la chute d'une jeune fille de 19 ans, qui tombe une journée entière du haut d'un gratte-ciel de 500 étages, observe par les fenêtres des appartements les scènes qui s'y déroulent, et vieillit au fil de sa descente, Buzzati évoque le passage du temps et l'inéluctabilité de la mort.

## Un récit allégorique
Toutes nouvelles fantastique est un récit allégorique, un texte permettant d'exprimer une idée à travers une histoire. La nouvelles de Dino Buzzati Jeune fille qui tombe… tombe est un texte allégorique exprimant l'idée de la mort inéluctable (et inévitable) tout au long de la chute de la jeune fille, Marta.

## Analyse de la nouvelle
Lors du récit de la chute, il y a plusieurs étapes croisées par Marta comme la description de ce qu'elle voit : elle aperçoit une fête en bas et voudrait s'y rendre, elle s'aperçoit ensuite qu'elle n'est pas seule à tomber mais qu'il y a une dizaine d'autres filles qui sont habillées plus joliment et qu'elles vont aussi plus vite que Marta. Elle établit aussi des "relations" avec les habitants de l'immeuble, elle les croise à leur fenêtre. L'immeuble est organisé principalement d'une classe sociale aisée, "la haute" ligne 50 page 44. 